# Ana Li Fišer
Ana Li Tingl Fišer (engl. Anna Lee Tingle Fisher; Njujork, 24. avgust 1949) je američka hemičarka, anesteziolog i NASA-in astronautkinja. Kao bivša žena penzionisanog astronauta i majka dvoje dece, 1984. Ana Li je postala prva majka u svemiru. Trenutno je ona najstarija aktivna američka astronautkinja. Tokom svog boravka u NASA-i, bila je uključena u nekoliko programa: Spejs-šatl, Međunarodna svemirska stanica i projekat Orion.

## Biografija
Rođena je pod imenom Ana Li Tingl 1949. u Njujorku. Odrasla je u Kaliforniji, gradu San Pedro, gde je završila i srednju školu. Četiri godina kasnije završila je osnovne studije hemije na Kalifornijskom univerzitetu u Los Anđelesu. Ostala je na fakultetu na specijalizaciji gde je radila na polju kristalografskog x-zračenja na metalokarbonate. Godine 1972. je upisala studije medicine na istom fakultetu i završila ih 1976, a sledeću godinu je provela na praksi u bolnici u gradu Torans, Kalifornija. Specijalizovala se za medicinu u hitnim slučajevima i postala anesteziolog.

## Karijera
Fišer je godine 1978. bila odabrana kao jedan od astronomskih kandidata za posadu na letelici Spejs-šatl. Nakon godinu dana osnovnog treninga počela je da radi na više zadataka, između kojih su bili razvoj i testiranje sistema za daljinsko upravljanje, ispitivanje nosivosti vrata na odeljku za nepredviđene situacije i u odeljku za transfer letelice Šatl. Bila je dugo vreme predstavnik tima i radila je na testiranju druge, treće i četvrte Spejs-šatlove misije. Za vreme pete, šeste i sedme misije radila je u Kenedijevom svemirskom centru za proveravanje točkova i testiranja nosivosti.
Radila je na mestu orbitalnog leta u svojstvu lekara, a u devetoj je bila izveštavač iz kapsule. Ana je 1983. postala majka, a 8. novembra 1984. je postala prva žena majka kraljica u svemiru. Tada je Spejs-šatl letelica bila lansirana, a misija STS-51A je bila da se pošalju dva satelita Telesat H i Sinkom IV-1, a da se pokupe sateliti Palapa-B2 i Vestar-VI. Posada se vratila na zemlju 16. novembra iste godine. Sledeći put je bila angažovana u misiji STS-61H. Nakon što je Spejs-šatlova Čalendžer letelica, Ana Li je počela da radi kao zamenik administrativnog astronoma. Nedugo zatim vratila se na Univerzitet u Kaliforniji gde je i radila na selekciji za astronaute generacije 1987. Nakon što je završila master studije hemije, napustila je posao do 1996. kako bi se posvetila porodici i svojim dvema kćerkama.

### Nastavak karijere
U vreme kada se vratila u NASA-u, počele su početne pripreme za izgradnju Međunarodne svemirske stanice. Ana Li je preuzela poslove sa međunarodnim partnerima i radila je sa supervizorima na unosu mehanizama u svemirsku stanicu. Nakon što je reorganizovala astronomsku kancelariju, bila je izabrana da radi kao zamenik za operacije i treninge u odeljku za svemirsku stanicu.
Trenutno radi kao astronautkinja u rukovođenju, gde radi poslove na polju izveštavanja iz kapsule i na polju istraživanja.

## Nagrade i priznanja
- Stipendija Nacionalne naučne fondacije za istraživanja studenata osnovnih studija (engl. National Science Foundation Undergraduate Research Fellowship), 1970. i 1971. godina
- NASA-ina medalja za letenje u svemiru (engl. NASA Space Flight Medal) 1984. godine
- Lojdova Srebrna medalja za zaslužne spasavalačke operacije (engl. Lloyd’s of London Silver Medal for Meritorious Salvage Operations) 1984. godine
- Nagrada za majku godine, 1984. godine
- UCLA nagrada za profesionalno dostignuće 1999. godine
- UCLA nagrada za medicinsko profesionalno dostignuće 1999. godine
- NASA-ina medalja za izuzetan doprinos 1999. godine[2]